# 2023-as magyar férfi vízilabdakupa
A 2023-as magyar férfi vízilabdakupa (hivatalosan 2023. évi BENU  Férfi  Magyar Kupa) a magyar vízilabda-bajnokság után a második legrangosabb hazai versenysorozat. A Magyar Vízilabda-szövetség írta ki és 14 csapat részvételével bonyolította le. A mérkőzéssorozat győztese a LEN-Európa-kupában indulhatott.

## Előzmények
A kupát a korábbi évekkel ellentétben a nyári időszakban rendezték. A versenysorozatban a 2022–2023-as OB I csapatai indulhattak. A mérkőzéseket 25 × 20 m-es pályán rendezték.

## Lebonyolítás
A kupa három szakaszból állt.
Kvalifikációs szakasz
A 2022–2023-as OB I első két helyezettje ebben a kőrben kiemelt volt. A többi indulót négycsapatos csoportokba sorsolták. A csapatokat az előző évi bajnoki szereplésük alapján 4 kalapból sorsolták. Egy csoportot egy hétvégén, egy helyszínen rendeztek meg. A csoportok első két helyezettje a negyeddöntőbe jutott. Időpont: 2023. augusztus 18–19.
Negyeddöntő
A csapatokat kiemelés nélkül sorsolták ki. A továbbjutást két mérkőzésen döntötték el. Az összecsapásokon volt döntetlen eredmény. Ha az összesített gólkülönbség alapján nem dőlt el a továbbjutás, akkor a második mérkőzés után büntetődobások következtek. Időpont: 2023. augusztus 25–27.
Final 4
A csapatokat kiemelés nélkül sorsolták ki. A továbbjutást egy mérkőzésen döntötték el. A 3. helyért nem rendeztek mérkőzést. Időpont: 2023. szeptember 2–3., helyszín: Hajós Alfréd Nemzeti Sportuszoda

## Eredmények

### Kvalifikáció
A csoport (Kaposvár)
| Hely. | Csapat       | M | Gy | D | V | G+ | G– | Gk  | P | Továbbjutás vagy kiesés      |      | BHSE  | KAP   | UVSE  | MIS   |
| ----- | ------------ | - | -- | - | - | -- | -- | --- | - | ---------------------------- | ---- | ----- | ----- | ----- | ----- |
| 1.    | Bp. Honvéd   | 3 | 3  | 0 | 0 | 45 | 23 | +22 | 9 | Továbbjutott a negyeddöntőbe |      | —     | 13–5  | 13–11 | 19–7  |
| 2.    | Kaposvári VK | 3 | 2  | 0 | 1 | 34 | 37 | −3  | 6 | Továbbjutott a negyeddöntőbe |      | 5–13  | —     | 15–11 | 14–13 |
| 3.    | UVSE         | 3 | 0  | 1 | 2 | 32 | 38 | −6  | 1 |                              |      | 11–13 | 11–15 | —     | 10–10 |
| 4.    | Miskolc      | 3 | 0  | 1 | 2 | 30 | 43 | −13 | 1 |                              | 7–19 | 10–10 | 13–14 | —     |       |

B csoport (Eger)
| Hely. | Csapat     | M | Gy | D | V | G+ | G– | Gk  | P | Továbbjutás vagy kiesés      |      | BVSC  | EGER  | SZEG  | KSI   |
| ----- | ---------- | - | -- | - | - | -- | -- | --- | - | ---------------------------- | ---- | ----- | ----- | ----- | ----- |
| 1.    | BVSC-Zugló | 3 | 3  | 0 | 0 | 50 | 21 | +29 | 9 | Továbbjutott a negyeddöntőbe |      | —     | 13–8  | 16–6  | 21–7  |
| 2.    | Egri VK    | 3 | 2  | 0 | 1 | 32 | 33 | −1  | 6 | Továbbjutott a negyeddöntőbe |      | 8–13  | —     | 11–10 | 13–10 |
| 3.    | Szegedi VE | 3 | 1  | 0 | 2 | 40 | 37 | +3  | 3 |                              |      | 6–16  | 10–11 | —     | 24–10 |
| 4.    | KSI        | 3 | 0  | 0 | 3 | 27 | 58 | −31 | 0 |                              | 7–21 | 10–13 | 10–24 | —     |       |

C csoport (Szentes)
| Hely. | Csapat       | M | Gy | D | V | G+ | G– | Gk  | P | Továbbjutás vagy kiesés      |      | VAS   | SZOL  | SZEN | PÉCS  |
| ----- | ------------ | - | -- | - | - | -- | -- | --- | - | ---------------------------- | ---- | ----- | ----- | ---- | ----- |
| 1.    | Vasas SC     | 3 | 3  | 0 | 0 | 39 | 25 | +14 | 9 | Továbbjutott a negyeddöntőbe |      | —     | 13–11 | 12–6 | 14–8  |
| 2.    | Szolnoki VSC | 3 | 2  | 0 | 1 | 38 | 31 | +7  | 6 | Továbbjutott a negyeddöntőbe |      | 11–13 | —     | 11–9 | 16–9  |
| 3.    | Szentesi VK  | 3 | 1  | 0 | 2 | 31 | 38 | −7  | 3 |                              |      | 6–12  | 9–11  | —    | 16–15 |
| 4.    | Pécsi VSK    | 3 | 0  | 0 | 3 | 32 | 46 | −14 | 0 |                              | 8–14 | 9–16  | 15–16 | —    |       |

### Negyeddöntők
| 1. csapat   | Össz. | 2. csapat    | 1. mérk. | 2. mérk. |
| ----------- | ----- | ------------ | -------- | -------- |
| Egri VK     | 19–30 | Bp. Honvéd   | 7–17     | 12–13    |
| Vasas SC    | 44–20 | Kaposvári VK | 21–11    | 23–9     |
| OSC         | 27–20 | Szolnoki VSC | 9–9      | 18–11    |
| Ferencváros | 39–25 | BVSC-Zugló   | 24–16    | 15–9     |

### Elődöntők
játéknap: szeptember 2.
| 1. csapat  | Eredmény | 2. csapat   |
| ---------- | -------- | ----------- |
| Vasas SC   | 14–13    | OSC         |
| Bp. Honvéd | 6–9      | Ferencváros |

### Döntő
| 2023. szeptember 3. 18:30 | Ferencváros                 | 11-6 | Vasas SC  | Hajós Alfréd Sportuszoda Nézőszám: 2500 Játékvezetők: Kovács Cs. T. Kun Gy |
| 2023. szeptember 3. 18:30 | (3–1, 1–2, 4–0, 3–3)        |      |           | Hajós Alfréd Sportuszoda Nézőszám: 2500 Játékvezetők: Kovács Cs. T. Kun Gy |
| 2023. szeptember 3. 18:30 | Di Somma 2 Mandić 2 Német 2 |      | Dedović 2 | Hajós Alfréd Sportuszoda Nézőszám: 2500 Játékvezetők: Kovács Cs. T. Kun Gy |

A Ferencváros kupagyőztes csapatának tagjai: Sztilianósz Arjirópulosz, Balla Ferenc, Luca Damonte, Edoardo Di Somma, Fekete Gergő, Jansik Szilárd, Dušan Mandić, Danyiil Merkulov, Molnár Erik, Nagy Ádám, Nagy Ákos, Német Toni, Pohl Zoltán, Szabó Bence, Szakonyi Dániel, Varga Dénes, Varga Vince, Vigvári Vendel, Vogel Soma, edző: Nyéki Balázs